# Theodore Metz
Theodore August Metz (Hannover, 14 maart 1848 – New York, 12 januari 1936) was een Duits-Amerikaans componist, violist en muziekuitgever.

## Levensloop
Metz studeerde aan het Hochschule für Musik und Theater Hannover in Hannover onder andere viool bij Joseph Joachim. Nadat hij had afgestudeerd emigreerde hij naar de Verenigde Staten en werkte in Brooklyn eerst in een apotheek. Later vertrok hij naar Indianapolis en werd aldaar instructeur voor zwemmen en gymnastiek. Hij kreeg privélessen in orkestratie van een dirigent van een harmonieorkest in dat hij meespeelde.
In 1886 vertrok hij naar Chicago, waar hij als metselaar over dag werkte en 's avonds als muzikant in danscafés en bars. Later was hij ook dirigent van verschillende harmonieorkesten in de regio. Hij werd ook dirigent van het harmonieorkest van de McIntire and Heath Minstrels company. Voor dit orkest schreef hij wel zijn bekendste compositie There'll Be A Hot Time in the Old Town Tonight met een tekst van Joe Hayden.

## Composities

### Werken voor harmonieorkest
- 1896 There'll Be A Hot Time in the Old Town Tonight, voor zangstem en harmonieorkest - tekst: Joe Hayden (Het was de inofficiële hymne van de Amerikaanse strijdkrachten in de Spaans-Amerikaanse Oorlog)

### Muziektheater

#### Operettes
| Voltooid in | titel  | aktes | première | libretto            |
| ----------- | ------ | ----- | -------- | ------------------- |
|             | Poketa |       |          | Monroe H. Rosenfeld |

### Liederen
- 1896 There'll Be A Hot Time in the Old Town Tonight, voor zangstem en harmonieorkest - tekst: Joe Hayden (Het was de inofficiële hymne van de Amerikaanse strijdkrachten in de Spaans-Amerikaanse Oorlog)
- A warm Baby
- Another Baby
- Diana Waltz
- Merry Minstrels
- Mother's dear old face
- Never do nothin' for nobodyh
- Olympic March
- Once again
- One sweet smile
- When the Roses ar in bloom